# Nurlan Nigmatulin
Nurlán Nigmatulin (en kazajo: Nurlan Zaırollauly Nyğmatwlın; n. Karagandá, 31 de agosto de 1962) es un ingeniero y político kazajo que se desempeña como presidente del Mazhilis (Asamblea) desde el 22 de junio de 2016, cargo que ya había ocupado entre 2012 y 2014. Antes de eso, se desempeñó como jefe de la administración presidencial de Kazajistán, primer adjunto del partido oficialista Nur Otan de 2009 a 2012, y akim (gobernador) de la provincia de Karagandá de 2006 a 2009.

## Biografía
Nigmatulin nació en Karagandá, entonces parte de la República Socialista Soviética de Kazajistán. En 1984, se graduó de la Universidad Técnica de Karagandá como ingeniero mecánico. Ese mismo año, se convirtió en ingeniero y jefe del convoy de motor de la empresa Karagandaoblgaz. De 1985 a 1990, Nigmatulin se desempeñó como Primer Secretario de la Liga de Jóvenes Comunistas Leninistas (Komsomol) de Kazajistán, subjefe del departamento de organizaciones Komsomol del Comité Central de la Juventud de Kazajistán, Secretario y Primer Secretario de Karagandy Lenin Comité Regional de la Juventud de Kazajistán.
En 1989, completó la Universidad de Moscú para las Humanidades bajo el Comité Central de la Liga de Jóvenes Comunistas Leninistas de toda la Unión con un título en Ciencias Políticas. De 1990 a 1993, Nigmatulin se desempeñó como presidente del Comité de Organizaciones Juveniles de Kazajistán. En 1993 se convirtió en presidente de Tengri Kazakh-American Joint Venture. De 1995 a 1999, Nigmatulin se desempeñó como inspector estatal, subdirector del Departamento de Organización y Control de la Administración Presidencial.
En 1999, se convirtió en el vicejefe de Astaná. De 2002 a 2004, se desempeñó como Viceministro de Transporte y Comunicaciones de Kazajistán. En junio de 2004, Nigmatulin se convirtió en subdirector de la Oficina Ejecutiva del Presidente y jefe del Departamento de Control Organizacional, Trabajo y Política de Personal. El 19 de enero de 2006, Nigmatulin fue nombrado akim de la región de Karagandá. Del 19 de noviembre de 2009 al 24 de septiembre de 2012, se desempeñó como Primer Vicepresidente del partido Nur Otan.
En las elecciones legislativas kazajas de 2012, Nigmatulin fue elegido miembro del Mazhilis de la lista del partido Nur Otán. En la primera sesión, fue elegido presidente de los Mazhilís, así como líder parlamentario de Nur Otan el 20 de enero de 2012. El 3 de abril de 2014, fue nombrado jefe de la Administración Presidencial de Kazajistán, lo que lo llevó a dimitir de su cargo como diputado. De octubre a noviembre de 2014, Nigmatulin se desempeñó como Secretario de Estado interino de Kazajistán. El 21 de junio de 2016, Nigmatulin volvió a ser miembro de Mazhilis y al día siguiente, el 22 de junio, fue elegido por unanimidad como presidente. El 22 de agosto de 2019, Nigmatulin fue elegido líder parlamentario de Nur Otan.